# Pascual Jordan
Ernst Pascual Jordan (Hannover, 18 de outubro de 1902 — Hamburg, 31 de julho de 1980) foi um físico teórico alemão.
Dedicou-se principalmente ao desenvolvimento da mecânica quântica, no que mais tarde resultou na teoria quântica de campos. Ele contribuiu muito para a forma matemática da mecânica matricial e desenvolveu relações anticomutação canônicas para férmions . Ele introduziu a álgebra de Jordan em um esforço para formalizar a teoria quântica de campos; a álgebra possui inúmeras aplicações na matemática. Foi professor titular de física na Universidade de Rostock (desde 1935), na Universidade Humboldt em Berlim (1944-1945) e na Universidade de Hamburgo (1953-1971).
Após a guerra atuou como político de direita evangélico.
Sepultado no Cemitério de Ohlsdorf.

## Obras selecionadas
- Elementare Quantenmechanik (com Max Born), 1930
- Statistische Mechanik auf quantentheoretischer Grundlage, 1933
- Atom und Weltall, 1936
- Die Physik des 20. Jahrhunderts, 1936
- Die Physik und das Geheimnis des organischen Lebens, 1941
- Der Ursprung des Eiweiß-Lebens. In: Die Natur - das Wunder Gottes. Editado por Wolfgang Dennert, Bonn 1950
- Das Bild der modernen Physik. Stromverlag, Hamburg-Bergedorf 1958
- Der Naturwissenschaftler vor der religiösen Frage, 1963
- Die Expansion der Erde, 1966
- Albert Einstein, 1969
- Schöpfung und Geheimnis, 1970
- Early Years of Quantum Mechanics: Some Reminiscences, in Mehra The Physicists Concept of Nature, Reidel 1973